# جاستن بور
جاستن بور (بالإنجليزية: Justin Burr)‏ هو سياسي أمريكي، ولد في 28 يونيو 1985 في ويدسبورو في الولايات المتحدة. حزبياً، نشط في الحزب الجمهوري.

## وصلات خارجية
- الموقع الرسمي